# 아비라정
아비라정(일본어: 安平町)은 일본 홋카이도 이부리 종합진흥국 관내의 유후쓰군에 있는 정이다. 2006년 3월 27일에 하야키타정과 오이와케정이 합병해 탄생했다.
농업(남부는 특히 낙농업)이나 경종마 생산 등이 번창한다. 정명은 아이누어의 ‘아라·피라·펫’(アラ・ピラ・ペッ, 다른 한쪽에 벼랑이 있는 강)에서 유래했다.

## 지리
이부리 종합진흥국 관내 북동부에 위치하고 유후쓰 평야에서 유바리 산지·우마오이 구릉으로 이어지는 구릉지이다. 남동쪽은 도아사강을 통해 도마코마이시, 북서쪽은 지토세시, 북쪽에서 동쪽까지는 유니정, 남서쪽은 아쓰마정과 접한다. 아비라강이 정의 중심부를 흐르고 있다. 태평양과 가까운 남부는 해양성 기후로 연중 온난한 편이고 북부는 내륙성 기후로 여름은 기온이 높고 겨울은 매서운 추위가 온다. 적설량은 모두 적다.

### 인접한 자치체
- 이부리 종합진흥국
  - 도마코마이시
  - 유후쓰군 아쓰마정

- 이시카리 진흥국
  - 지토세시

- 소라치 종합진흥국
  - 유바리군 유니정

## 역사
- 1906년 - 아비라촌이 성립하였다.
- 1952년 - 아비라촌에서 오이와케촌이 분리되었다.
- 1953년 - 오이와케촌이 정으로 승격하였다.
- 1954년 - 아비라촌이 하야키타촌으로 개칭하였다.
- 1957년 - 하야키타촌이 정으로 승격하였다.
- 2006년 - 하야키타정과 오이와케정이 신설 합병해 아비라정이 성립하였다.

## 산업
농업이 기간 산업이다. 특히 도아사 지구의 젖소 생산은 유명하고, 여기서 개량된 소는 일본 전역으로 보내지고 있다. 멜론도 특산품으로 ‘아사히메론’의 브랜드명으로 알려져 있다. 또한 경주마 생산도 활발하다.

## 교통

### 철도
- 홋카이도 여객철도
  - 무로란 본선
  - 세키쇼선

### 도로
- 도토 자동차도
- 국도 234호선(일본어판)